# Massimiliano Medda
Massimiliano Medda (Cagliari, 21 novembre 1964) è un comico, conduttore televisivo e attore italiano. È noto principalmente per aver fondato la compagnia teatrale Lapola.

## Biografia
Autore, attore e regista teatrale cagliaritano, ha esordito nel 1986 fondando la compagnia teatrale “Lapola”, dal nome dell'antico quartiere di Marina dove sono nati e cresciuti cinque componenti del gruppo. Inizialmente compagnia di dilettanti, Lapola è diventata negli anni veicolo di conoscenza per l'intera isola di uno slang cittadino, originale commistione tra l'italiano regionale della Sardegna e la lingua sarda parlata nei quartieri storici di Cagliari.
Nel 1990 ha scritto il suo primo spettacolo in tre atti dal titolo Speriamo che venga qualcuno dove interpreta un Santo (Sant’Andrea Frius) alle prese con i fedeli che da lui pretendono un miracolo, primo di una serie di successi che hanno regalato fama all'intera compagnia: Lapola show (1991, in tournée nell'isola), Ricercati vivi o morti (1992), L'importante è montarsi la testa (1993). Proprio quest'ultimo ha segnato il raggiungimento di un nuovo stile, che supera il genere macchiettistico ad uso e consumo locale. È stata quindi la volta degli spettacoli Stiamo lavorando per noi (1994), Cambiando l'ordine degli attori il risultato non cambia (1995), Okkupazione (1996), Lapola si scrive tutto attaccatto (1997), Finealmente (1999).
La trasmissione Okkupazione, realizzata come autore e attore, viene trasmessa sull'emittente locale Videolina, 12 puntate che raggiungono ascolti impensabili (240.000 contatti) e durante l'estate del 1996 lo spettacolo verrà rappresentato nelle piazze della Sardegna.
Nel 1998 ha realizzato la trasmissione televisiva Vico Lapola già vi..collegate.
Nel 1999 Medda è stato protagonista del cortometraggio di Bepi Vigna Kyrie Elleison. Nel novembre dello stesso anno è stato il narratore nella fiaba musicale Pierino e il lupo di Prokofiev, prodotta dal Teatro Lirico di Cagliari in collaborazione con l'associazione Spazio Musica.
Nel febbraio 2000 ha interpretato il ruolo di Frosh nell'opera Il Pipistrello di Johann Strauss Jr., prodotta dal Teatro Lirico di Cagliari.
Dietro le quinte le seste è il titolo dello spettacolo che i Lapola hanno portato in scena nell'estate del 2001, con 4 repliche presso l'anfiteatro romano di Cagliari, i cui testi sono stati scritti da Massimiliano Medda.
Sempre nel 2001, nasce suo figlio Pietro.
Nel 2002 è stata la voce narrante nell'opera Il brutto anatroccolo nell'adattamento di Enrico Pau e Aldo Tanchis con l'orchestra jazz di Sassari diretta dal maestro Giorgio Gaslini, autore delle musiche dell'opera e con la voce solista di Maria Pia De Vito.
Nel 2003 è stato l'ideatore e il conduttore della trasmissione televisiva in onda sull'emittente Videolina Come il calcio sui maccheroni sino al 2007, quando la trasmissione verrà sostituita da Lapola Sciò, sempre ideata e condotta da Medda sino al 2009.
Nel 2006 ha interpretato il ruolo dell'educatore nel film di Enrico Pau dal titolo Jimmy della collina. Sempre nel 2006 è uno dei protagonisti del cortometraggio prodotto dal centro sperimentale di Cinematografia di Roma dal titolo I capelli della sposa, di Marco Danieli.
Nel marzo 2007 ha iniziato le riprese del film di Enrico Pitzianti dal titolo Tutto torna.
Nel 2010 la compagnia Lapola non ha proposto nessuna trasmissione, bensì conduce uno speciale in 4 puntate, che scrive insieme a Massimiliano Lorrai, Marco Camboni e Stefano Lorrai, in cui si ripercorre la storia della compagnia e si svelano i progetti futuri; questo programma è chiamato "Ma quando tornate in TV? "
Nel dicembre del 2011 ha ideato e condotto la nuova trasmissione di Videolina Lapola No Cost, che nel 2013 viene sostituita da Lapola 2013 a.C. (avanti Crisi) , nel 2014 da Il paese dei farlocchi e nel 2015 da Come il calcio sui maccheroni, ancora in onda sempre su Videolina.
Da settembre a novembre del 2020, senza i Lapola e con la partecipazione di Flavio Soriga, ha condotto su Videolina il programma Fase 3,5.

## Filmografia

### Cinema
- I pittori catalani in Sardegna (Els Pintors catalans a Sardenya) (2004), regia di Marco Antonio Pani
- Jimmy della collina (2006), regia di Enrico Pau
- I capelli della sposa (2007), regia di Marco Danieli
- Tutto torna (2008), regia di Enrico Pitzianti
- Bianco di Babbudoiu (2016) regia di Igor Biddau
- Mollo tutto e apro un chiringuito, regia di Pietro Belfiore, Davide Bonacina, Andrea Fadenti, Andrea Mazzarella e Davide Rossi (2021)

### Televisione
- Okkupazione (1996, Videolina)
- Vico Lapola già vi..collegate (1998, Videolina)
- Come il calcio sui maccheroni (2003 - 2007, 2015-2017, Videolina)
- Lapola Sciò (2008-2009, Videolina)
- Ma quando tornate in tv? (2010) (Videolina)
- Lapola no cost (2011-2012, Videolina)
- Lapola 2013 a.C (2013, Videolina)
- Il paese dei farlocchi (2014, Videolina)
- Avanti c'è posto (2018, Videolina)
- Officine Lapola (2019-2021, Videolina)
- Fase 3,5 (2020, Videolina)